# Ehrlichiose monocytique animale
L'ehrlichiose monocytique animale est l'équivalent animal de l'Ehrlichiose monocytique humaine (ou « Ehrlichiose à Ehrlichia chaffeensis »), une maladie infectieuse (bactérienne) vectorielle dont le « germe » est intracellulaire obligatoire (c'est-à-dire qu'il ne peut se développer qu'à l'intérieur de certaines cellules de son hôte). 

C'est l'une des dizaines de maladies vectorielles transmises par la morsure de tiques à l'homme et/ou à l'animal (maladies à tiques) ;  il s'agit donc d'une zoonose. 

C'est aussi une maladie émergente qui touche des animaux proches de l'homme dont notamment le chien, et la chèvre,.
Elle est due à une bactérie (Ehrlichia chaffeensis) qui infecte préférentiellement (tropisme préférentiel) (in vivo) les monocytes et les macrophages de l'organisme qu'elle infecte.

Cette ehrlichiose est dite « monocytique », car les monocytes (et les macrophages) des malades présentent des morulae (ces morules sont des sortes de minuscules kystes contenant jusqu'à plusieurs dizaines de bactéries ainsi protégées du système immunitaire).
Ehrlichia chaffeensis infecte rarement l'Homme, mais les infections détectées sont souvent graves (hospitalisation  dans 40 à 80 p. cent des cas et parfois mortelle). Sa prévalence chez l'animal est encore mal connue. Des co-infections avec d'autres pathogènes également véhiculés par les tiques sont possibles,.

## Symptômes
Les animaux peuvent paraître cliniquement sains ou présenter des signes cliniques comparables à ceux de l'ehrlichiose à Ehrlichia canis.

## Espèces animales touchées
De nombreuses espèces sont probablement accidentellement infectées, d'autres l'étant plus souvent et/ou jouant de manière plus ou moins asymptomatique le rôle d'espèces-réservoir. La maladie se déclare le plus souvent en été, période où les tiques vectrices sont les plus actives.

De 1991 à 2005 la bactérie a été trouvée dans 75 départements français, sur 58 bovins, 2 hommes, 12 chevaux, 2 ongulés sauvages. Les symptômes étant peu spécifiques, la maladie est difficile à identifier.
- Canidés : les chiens victimes de l'ehrlichiose canine sont fatigués, fiévreux et montrent des signes de douleurs articulaires ou parfois vomissent. Ehrlichia canis était supposée toujours être la bactéries responsable et on la pensait vectorisée par la tique Rhipicephalus sanguineus, mais quelques-unes études ont montré (par PCR ou immunofluorescence) qu’Ehrlichia chaffeensis infectait des chiots ou chiens aux USA comme en Afrique du Sud. 
Les canidés sauvages y sont également sensibles (71 % des Coyotes en Oklahoma selon les tests PCR hébergent ou ont hébergé Ehrlichia chaffeensis !). 
Après inoculation expérimentale d'un chiot, le germe est visible (et peut être isolé) entre le 7e et le 26e jour suivant l’inoculation.  
Une infection du chien par Ehrlichia chaffeensis ne protège pas contre une infection (expérimentale, 28 jours après) par Ehrlichia canis.  
Les tiques étant souvent porteurs de plusieurs souches ou espèces différentes de pathogènes, il n'est pas étonnant que des chiens soient souvent co-infectés par Ehrlichia chaffeensis et par Ehrlichia canis ou Ehrlichia ewingii ou  Anaplasma phagocytophilum et/ou par d'autres maladies à tiques (dont bartonelloses). L'enlèvement des tiques au retour de chaque promenade est recommandé, ainsi qu'un traitement anti-parasitaire préventif (mais au risque de sélectionner des tiques résistantes). Certains chiens après guérison apparente ou une période asymptomatique restent porteur de la bactérie dans leur sang, ne présentant des symptômes qu'après plusieurs mois ou années. La forme chronique de cette maladie est généralement mortelle. Les symptômes habituels sont accompagnés d'un amaigrissement, d'une grande fatigue, de douleurs articulaires et plus rarement de saignements de nez. Une analyse sanguine montre alors diverses anomalies : anémie aregénérative (dans 80 % des cas environ), thrombocytopénie (80 % des cas environ), Leucopénie (30 % environ des cas), Lymphocytose évoluant en leucémie lymphocytaire ; la chute du taux de cellules sanguines (pancytopénie) signe une progressive destruction de la moelle osseuse. Des antibiotiques appropriés sont efficaces, sauf quand la maladie est devenue chronique. Un suivi épidémiologique se dessine en France (Voir exemple de carte pour le chien).

- Félins : quelques cas d'ehrlichiose féline ont été observés, supposés en Europe transmis par les mêmes tiques que pour le chien (Rhipicephalus sanguineus ou Ixodes ricinus).

- Caprins : des chèvres sauvages ou domestiques peuvent aussi être infectées. Une étude séroépidémiologique a montré que dans une zone d'endémie, 73,7 % d'un échantillon de 38 chèvres portaient la bactérie ou avaient été infectées par elles (sérologies positives). Dans 15,8 % de ces cas un  résultat était positif en PCR. Un  souche d' Ehrlichia chaffeensis a pu être isolée à partir d'échantillons provenant d'une chèvre.

- Chevaux : l'ehrlichiose granulocytaire bovine touche des chevaux exposés aux tiques[10].

- Bovins : l'Ehrlichiose granulocytaire bovine (EGB) ou « Anaplasmose bovine » ou « fièvre des pâturages » et le nom donné à la maladie quand elle touche les bovins chez lesquels. C'est une zoonose émergente, supposée toujours également transmise par des tiques (Ixodes ricinus), décrite depuis les années 1990 et qui se traduit par un syndrome grippal (fièvre de 39,5 à 41 °C, difficultés respiratoires, apathie et anorexie), chute de rendement laitier de 80 à 95 % et des avortements (entre 2 et 6 mois de gestation) ; rarement, des œdèmes apparaissent aux paturons. La phase aiguë dure de 5 à 6 jours chez le bovin adulte. 
Certains auteurs recommandent la prudence lors de la recomposition de troupeaux avec des animaux venant de zones où la maladie est endémique et d'un troupeau atteint. Certains proposent d'exposer les génisses dans des zones à risques pour développer leur immunité à la maladie. D'autres soulignent qu'après "guérison" la bactérie reste parfois présentes dans l'organisme[11]. Des anti-inflammatoires améliorent le confort de l'animal et l'aident à retrouver l'appétit. 
Il est recommandé de lutter contre les tiques sur l'animal, dès le début du printemps dans les zones à risque (antiparasitaire externe, avec le risque de sélectionner des tiques résistantes à ces pesticides) et par le débroussaillage et une bonne mise en lumière des zones pâturées. 
Limiter l’accès des animaux aux prés à tiques est également recommandé[12] ainsi que de ne pas favoriser les tiques (alimenter et/ou concentrer des espèces gibier en l'absence de prédateurs, c'est-à-dire en l'absence de sélection naturelle des animaux malades et les plus porteurs de tiques).

- Petits mammifères : des indices  sérologiques laissent penser que le raton laveur (Procyon lotor) et l'opossum de virginie (Didelphis virginianus) peuvent également être infectés.

- Micromammifères  : les petits rongeurs sauvages testés étaient curieusement dans la nature toujours séronégatifs. L'inoculation expérimentale d'une souche de Ehrlichia chaffeensis à des souris à pattes blanches (Peromyscus leucopus, espèce réservoir de la maladie de Lyme) ou au campagnol à dos roux n'est pas systématiquement suivie d'une séroconversion (sauf chez les animaux splénectomisés).
On n'arrive pas non plus à infecter durablement en laboratoire des souris immunocompétentes (C.B.-17, C57BL-6 ou C3H) ou des souris C3H/HeJ (présentant des troubles de l'activation des macrophages). Inversement, des souris SCID (sans lymphocytes T et B) ou des souris SCID/BEIGE (sans lymphocytes T, lymphocytes B et présentant des anomalies fonctionnelles des cellules NK) sont facilement infectées. 
On a montré en laboratoire chez la souris que l'immunité à médiation humorale protégeait la souris, bien que le germe soit « intracellulaire obligatoire ».
 En effet quand on leur injecte des anticorps polyclonaux ou des anticorps monoclonaux ciblant une protéine importante de membrane externe OMP-1g de la bactérie, la souris élimine toutes ses bactéries, même quand les anticorps sont tardivement délivrés. Une hypothèse est que ces anticorps se fixent sur la bactérie quand elle passe d'une cellule à une autre.

## Diagnostic
L’isolement via des cultures cellulaires est réservé à la recherche et non utilisé par le diagnostic de routine.
En phase aiguë : 
- Détection au microscope de morulas dans les monocytes (après coconcentration et coloration au May-Grümwald-Giemsa). Des faux-négatifs sont possibles car les morulas ne sont que temporairement présentes, et toujours en faible nombre.
- Recherche d'anticorps anti-Ehrlichia chaffeensis par immunofluorescence.
- Des techniques immunoenzymatiques, où les antigènes sont des protéines de surface obtenues par recombinaison, sont en développement, pour mieux différencier les infections à Ehrlichia chaffeensis (anticorps dirigés contre une protéine de 30 kDa et absence d'anticorps contre une protéine de 44 kDa) des infections à ¤ Anaplasma phagocytophilum (anticorps dirigés contre une protéine de 44 kDa et absence d'anticorps contre une protéine de 30 kDa).
- le Western blot permet de différencier une infection à Ehrlichia chaffeensis d'une infection à Ehrlichia ewingii[13].
- La PCR (sur échantillons sanguins) serait le mode de diagnostic le plus fiable[14],[15],[16], mais nécessite un laboratoire spécialisé et donne parfois un faux positif chez l'homme dépourvu d'anticorps (en cas de contamination récente ou à la suite d'un traitement précoce et efficace qui a « décapité » la réponse sérologique. Le modèle animal montre aussi qu'inversement, un organisme infectés de longue date peut être séropositif mais induire un résultat de PCR négatif. La PCR peut être faite en deux temps (PCR emboîtée ou nested PCR). Elle permet de différencier une infection à Ehrlichia chaffeensis d'une infection à Ehrlichia canis ou à Ehrlichia ewingii ou Anaplasma phagocytophilum. La RT-PCR (reverse transcription PCR), qui amplifie l'ARN des échantillons, est plus sensible que la PCR emboîtée et présente un autre avantage : ne détectant que l'ARN, bien plus labile que l'ADN, elle ne réagit probablement qu'aux bactéries viables ce qui peut apporter des informations utiles au médecin après un traitement.

## Classification
Avant 1987, on pensait que la bactérie Ehrlichia sennetsu (du genre Ehrlichia, et de la famille des Anaplasmataceae) était l'unique agent causal  d'ehrlichiose chez l'Homme. 
On a ensuite découvert d'autres agents microbiens de la même famille (dont Ehrlichia canis). 
Différentes souches de cette bactérie ont été identifiées dans les années 1990 dont aux USA la souche Arkansas, génétiquement proche, mais différente (réponses sérologiques différentes) de  Ehrlichia canis .
En 1991, Anderson et ses collègues ont proposé de nommer Ehrlichia chaffeensis les bactéries de la souche Arkansas (ou génétiquement très proches de cette souche), maintenant considérées comme appartenant une « nouvelle » espèce, responsable de l'ehrlichiose monocytique humaine. Cette dénomination sera officiellement validée en 1992 (inscription sur la liste de validation no 41). Pour des raisons phylogénétiques, Ehrlichia chaffeensis a alors été classée dans le groupe génomique I de la tribu des Ehrlichieae.
Enfin, en 2001, une réorganisation de l'ordre des Rickettsiales a conduit Dumler et son équipe  à supprimer la tribu des Ehrlichieae, à reclasser le genre Ehrlichia dans la famille des Anaplasmataceae et à modifier la description du genre Ehrlichia (maintenant réduit aux seules espèces du groupe génomique I).

## Traitements
Pour les souches étudiées in vitro :
- la doxycycline est le traitement le plus fréquent chez le chien (comme chez l'homme). Comme la rifampicine c'est un médicament rapidement actifs.
- le chloramphénicol, la ciprofloxacine, l'érythromycine, la pénicilline, la gentamicine et l'association triméthoprime-sulfaméthoxazole (cotrimoxazole) sont au contraire inactifs.

Chez le chien (comme dans les cas d'ehrlichiose à Ehrlichia canis) ; après et malgré un traitement à la doxycycline, les animaux apparemment guéris peuvent rester porteurs de Ehrlichia chaffeensis et donc contaminer des tiques qui pourront véhiculer la maladie.

## Mesures prophylactiques et de précaution
- Il n’existe pas de vaccin contre Ehrlichia chaffeensis
- Les conseils prophylactiques sont de limiter l'exposition des chiens aux tiques et de ne pas favoriser le développement des tiques dans le milieu forestier ou périforestier, ou dans l'environnement du chien (chenil en particulier).

## Épidémiologie, écoépidémiologie
- Amérique du Nord

C'est aux États-Unis que Ehrlichia chaffeensis a été la plus étudiée mais elle n'est une maladie à déclaration obligatoire que depuis 1998. 
Elle semble toujours ou presque toujours transmise par la tique Amblyomma americanum,, et a pour principal réservoir le cerf de Virginie (Odocoileus virginianus) ,,, qui peut être parasité par les trois stades de la tique (larve, nymphe, et femelle adulte). 
Avec le recul des grands prédateurs carnivores, et certains plans ou comportement de chasse (tir sélectif des trophées mâles et conservation d'une proportion artificiellement élevées de femelles) ou l'agrainage, cet animal peut être favorisé, sans que les prédateurs éliminent les animaux affaiblis par des parasitoses ou une surcharge en tiques. La fragmentation des forêts et les pratiques sylvicoles semblent par ailleurs favoriser les tiques, et la pénétration du public (et des chiens) dans les parties profondes de la forêts.
Chez la tique vectrice, la « transmission transovarienne » de la bactérie Ehrlichia chaffeensis semble rare ou inexistante (c'est-à-dire pas de passage directe de la mère aux œufs), mais une « transmission transstadiale » (c'est-à-dire que a bactérie est conservée lors du passage du stade larvaire à celui de nymphe, et du stade nympe à celui d'imago ou adulte).
Selon les études de séroprévalence, les rongeurs nord-américains semblent résister à la bactérie  Ehrlichia chaffeensis qui n'a jamais été trouvée chez des micromammifères ou petits rongeurs tels que Mus musculus, Oryzomys palustris, Peromyscus leucopus, Rattus norvegicus, Reithrodontomys humulis, Sigmodon hispidus, ni d'ailleurs chez des lagomorphes (Sylvilagus floridanus), pas plus que chez des écureuils (Sciurus carolinensis, Sciurus niger), bien que toutes ces espèces soient couramment parasités par des tiques. 

La bactérie est par contre aux USA confirmée chez des animaux plus grands et parfois proches de l'Homme ou domestiqués ; chiens, coyotes, chèvres, ratons laveurs et opossums, et elle a été isolée chez d'autres tiques (Dermacentor variabilis, Ixodes scapularis). 
Cependant, les écoépidémiologues considèrent que le Cerf de Virginie semble être le réservoir largement prédominant et que les tiques autres qu'Amblyomma americanum jouent un rôle de vecteur bien moins important. Cependant, le rôle de la chèvre (et, peut-être, d'autres herbivores domestiques), en tant qu'espèce-réservoir potentielle, fait l'objet de recherches complémentaires en raison de leur proximité avec l'Homme.

## Ailleurs qu'en Amérique du Nord
Faute d'études écoépidémiologique et épidémiologiques, l'ampleur de cette zoonose dans le monde est mal connue. Pour évaluer l'importance réelle de l'ehrlichiose à Ehrlichia chaffeensis, d'autres études seraient nécessaires pour tester plus largement les populations de tiques ou d'espèces potentiellement réservoir. 
La bactérie a été trouvée chez l'Homme par quelques examens sérologiques ailleurs qu'aux USA, en zone chaude ou tempérée, comme au Portugal, en Espagne, en Belgique, en Afrique (Mali, Tunisie) et en Asie (Thaïlande, Chine). 
Amblyomma americanum  semble être le principal vecteur connu en Amérique du Nord, mais on a au début des années 2000 également trouvé (par PCR), la bactérie pathogène dans l'organisme d'autres espèces de tique en Chine Amblyomma testudinarium et Haemaphysalis yeni, deux tiques parasitant régulièrement le bétail ainsi pour la seconde que des lagomorphes sauvages (Lepus sinensis, Caprologus sinensis) et des caprins sauvages (Muntiacus reevesi).

## Cultures
La mise en culture est notamment possible sur des lignées de macrophages de chiens (cellules DH82) ou des cellules d'embryon de souris. Le milieu de culture (minimal essential medium contenant 1 p. cent de L-glutamine) est enrichi en sérum de veau fœtal (5 à 12,5 p. cent) et les cellules peuvent être incubées à 37 °C dans une atmosphère contenant ou non du dioxyde de carbone.

## Critères bactériologiques
Ehrlichia chaffeensis présente les mêmes caractères bactériologiques que les autres bactéries du genre Ehrlichia.
- tropisme préférentiel (in vivo) pour les monocytes et les macrophages
- Les morulas (= morulae), contiennent jusqu'à une quarantaine de bactéries de forme coccoïde, de 0,2 à 0,8 µm. 
Certains éléments sont polymorphes (forme de losange ou boomerang). Quelques formes isolées sont également présentes dans le cytoplasme. 
Après culture sur cellules DH82, quatre types de morulas peuvent être observées :

1. ) des morulas de petite taille (1,0 à 1,5 µm de diamètre), nombreuses (jusqu'à plus de 400) dans les cellules et renfermant de une à cinq bactéries chacune ;
2. ) des morulas de 2,0 à 4,0 µm de diamètre contenant des corps réticulés ;
3. ) des morulas de 2,0 à 5,0 µm de diamètre renfermant des corps réticulés et des corps élémentaires denses ;
4. ) des morulas de 4,0 à 6,0 µm de diamètre contenant uniquement des corps élémentaires denses.

Les morulas n'apparaissent qu'après 35 jours de culture. Le taux de macrophages infectés (cellules DH82) est le plus élevé après 48 jours de culture.
La taille du génome (calculée par électrophorèse en champ pulsé), est d'environ 1225,8 kb.

## Critères génétiques
Ehrlichia chaffeensis a de fortes similitudes antigéniques avec 
- Ehrlichia canis mais des réactions sérologiques croisées sont observées avec d'autres représentants de la famille des  Anaplasmataceae:
- Ehrlichia ruminantium,
- Ehrlichia ewingii,
- Neorickettsia risticii,
- Neorickettsia sennetsu,
- Anaplasma phagocytophilum.